# Chorebus endymion
Chorebus endymion är en stekelart som beskrevs av Griffiths 1967. Chorebus endymion ingår i släktet Chorebus och familjen bracksteklar. Inga underarter finns listade i Catalogue of Life.